# Gay (Georgia)
Gay – miasto w Stanach Zjednoczonych, w stanie Georgia, w hrabstwie Meriwether.